# Gijs Bosch Reitz

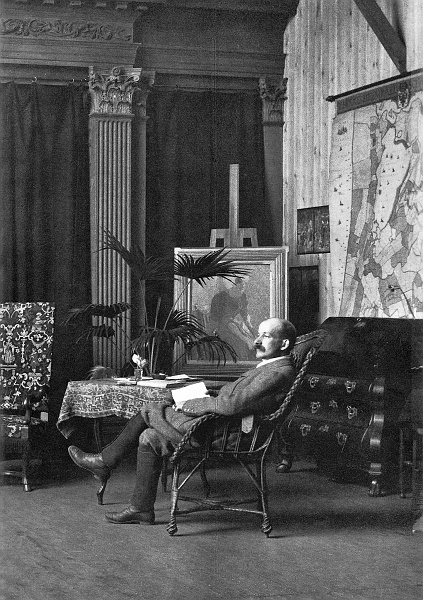
Gijs Bosch Reitz in zijn grote atelier in Laren

Sigisbert Chrétien (Gijs) Bosch Reitz (Amsterdam, 20 februari 1860 – aldaar, 9 april 1938) was een Nederlands kunstschilder. Hij werkte lange tijd te Laren, stond bekend om zijn reislust en liet zich beïnvloeden door diverse stijlen, waaronder het impressionisme en het symbolisme.

## Leven en werk
Bosch Reitz werd geboren in een vermogende familie en was aanvankelijk voorbestemd voor de handel. Op zijn 23e besloot hij echter kunstenaar te worden. Korte tijd bezocht hij de Kunstnijverheidsschool Quellinus te Amsterdam, om vervolgens naar München te trekken, waar hij teken- en schilderopleidingen volgde. Hij voltooide zijn studies aan de Académie Julian te Parijs.
Terug in Nederland vestigde hij zich korte tijd in Katwijk aan Zee, waar zijn werk Vertrek van de haringvloot bij Katwijk (1889) ontstond. In 1889 exposeerde hij dat werk op de Wereldtentoonstelling van 1889 te Parijs waarvoor hij een eervolle vermelding kreeg. Van Parijs trok hij naar Runswick (Yorkshire), vervolgens naar St. Ives en kwam toen terug naar Amsterdam.
De zwerflustige Bosch Reitz vestigde zich in 1892 in Het Gooi, eerst in Eemnes en korte tijd later in een huis te Laren. Hij onderbrak zijn verblijf echter diverse malen voor reizen naar Frankrijk, Amerika en Japan, waar hij een studie maakte van Japanse kunst. Op dit terrein verwierf hij zelfs internationaal een naam als deskundige en was van 1915 tot 1927 "Curator of Far Eastern Art" van het Metropolitan Museum in New York.
Bosch Reitz maakte schilderijen in een persoonlijke stijl die weinig verwantschap vertoonde met de ander Gooise schilders uit die tijd, die vooral werkten in de stijl van de Haagse School. Tijdens zijn reizen liet hij zich voortdurend beïnvloeden door de diverse stijlen waarmee hij in aanraking kwam, zoals het impressionisme, het expressionisme en het japonisme.
Het oeuvre van Bosch Reitz is beperkt van omvang, een belangrijke reden voor zijn geringe bekendheid. Hij werkte zeer langzaam en consciëntieus. Zijn wat decoratief aandoende schilderijen, met nauwkeurig bestudeerde figuren, vroegen veel aandacht en tijd. De strenge contourering en het gobelinachtige effect zijn kenmerkend voor zijn werk. Exemplarisch zijn het drieluik St. Jansprocessie (1895, Singer Museum) en Kerkuitgang van de Oude St. Janskerk te Laren (1893, Singer Museum).
Bosch Reitz was bevriend met Richard Roland Holst en Ferdinand Hart Nibbrig, beiden net als hijzelf afkomstig uit de 'hogere milieus'. Ze hielden zich relatief afzijdig van de andere Larense kunstenaars.
Bosch Reitz overleed in 1938 ten gevolge van een ongeluk met de stoomtram 'De Gooische Moordenaar'. In 2002 organiseerde het Larense Singer Museum een overzichtstentoonstelling van zijn werk, waarbij Rinus Ferdinandusse en Ann Blokland een catalogus schreven.

## Familie
Bosch Reitz was de zoon van Jean Antoine Corneille Bosch Reitz (1831-1913) en jkvr. Catharina Elisabeth Teding van Berkhout (1837-1886), lid van de familie Teding van Berkhout. Hij had nog twee zussen, Nine en Gertrude. Nine (1867-1951) trouwde met prof. jhr. dr. Jan Six (1857-1926); met dit echtpaar onderhield hij ook een uitvoerige correspondentie. Van hen heeft hij ook portretten gemaakt. Het grootste deel van de schilderijen berust bij leden van de familie Six of in de Collectie Six, net als zijn dagboeken. Zijn petekind jhr. ir. Gijsbert Christiaan Six, heer van Wimmenum (1892-1975) was universeel erfgenaam en erfde ook zijn atelier en villa Pruikenburg te Laren; Six van Wimmenum richtte later de Stichting Pruikenburg Fonds op. De lambrisering in zijn grote atelier (zie afbeelding) was afkomstig van zijn overgrootvader Nicolaas baron van Slingelandt (1787-1844) die die gebruikt had als omlijsting voor zijn toneeldecor.

## Galerij

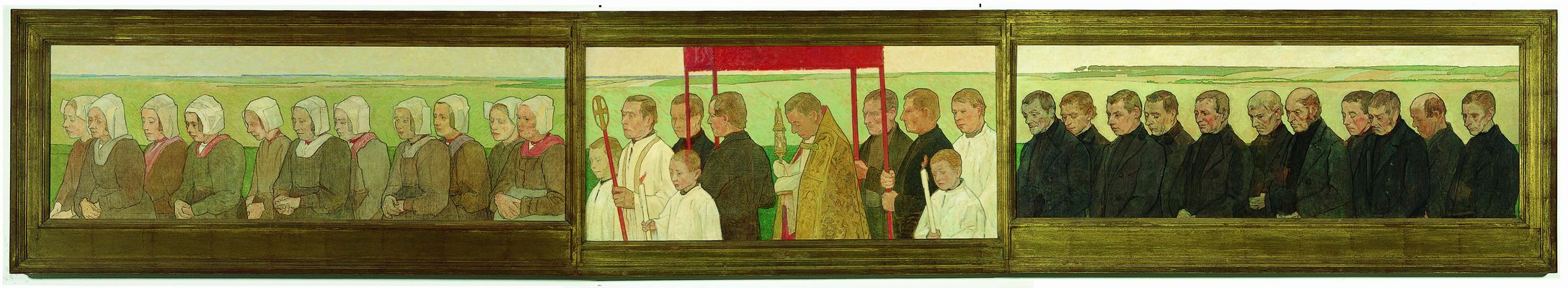
St. Jansprocessie, drieluik, Singer Museum, Laren

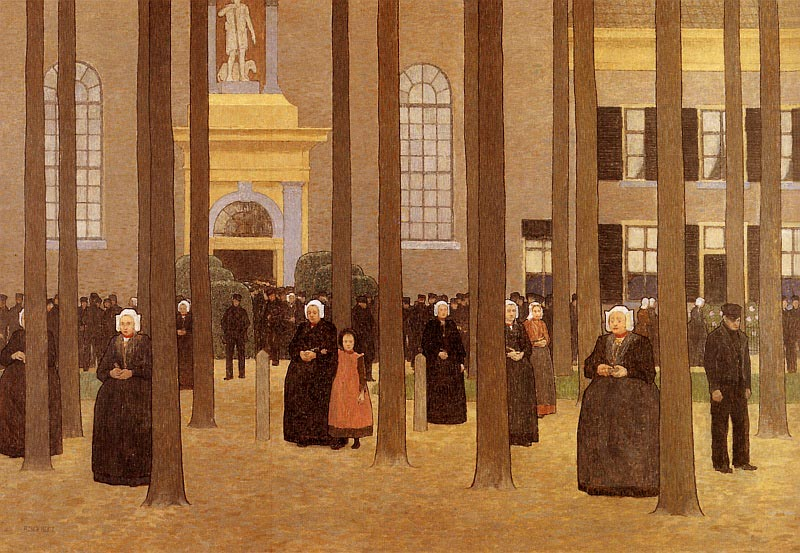
Kerkuitgang van de Oude St. Janskerk te Laren (Singer Museum)
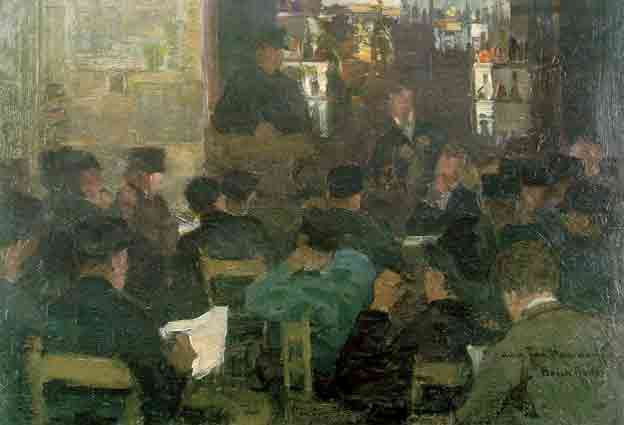
In het kroegje van Jan Hamdorff
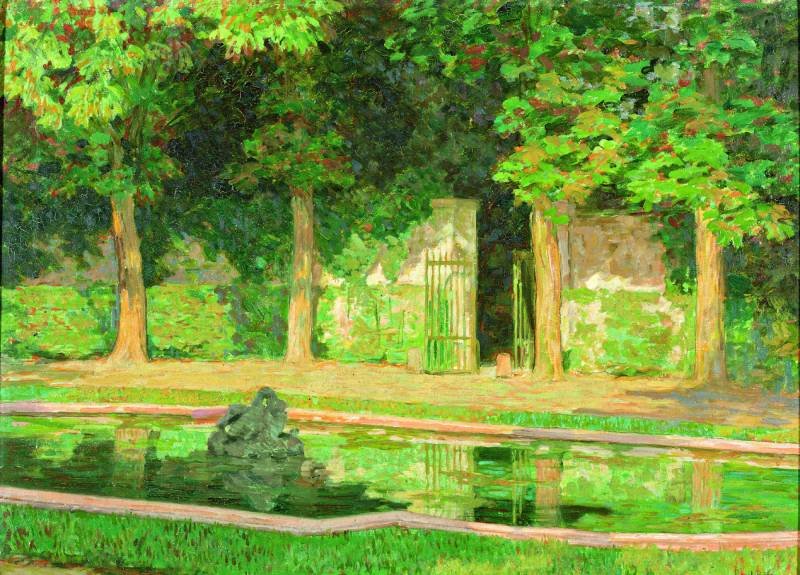
Trianon sous Bois, Versailles